# RISAT
RISAT(Radar Imaging Satellite)은 인도우주연구기구에서 만든 레이더 영상 정찰위성이다. 합성개구레이다(SAR)를 사용해 전천후 감시를 한다.
RISAT 시리즈는 인도우주연구기구의 첫번째 전천후 지구 관측 위성으로, 이전 세대의 관측 위성은 구름의 운량에 따라 관측에 방해를 받을 수 밖에 없는 광학 및 분광 센서를 사용하였다.
2008년 뭄바이 테러가 벌어진 2008년 11월 26일 이후, RISAT-1에 탑재할 자국산 C-밴드 합성개구레이다가 개발 중이었기 때문에, 이스라엘 항공우주 산업에서 제작한 X-밴드 합성개구레이다를 탑재한 RISAT-2가 먼저 발사되었다.

## 위성

### RISAT 2
RISAT-2는 RISAT 시리즈 중 가장 먼저 궤도에 진입한 위성이다. 2009년 4월 20일 PSLV 로켓으로 발사되어 성공적으로 안착하였다. 인도우주연구기구에서 완성한 300kg 중량의 위성은 이스라엘 항공우주 산업에서 제작한 X-밴드 합성개구레이다를 탑재하였다.
2008년 뭄바이 테러의 여파로 RISAT-2 위성 발사 계획은 신속히 추진되었다. 용도는 국경 감시, 반군 침투 저지, 대테러 작전 등이다. 실질적으로는 인도 공군의 항공우주사령부에 배속된 것으로 보인다.
RISAT-2의 세부 사양은 발표되지 않았지만, 1m급 해상도로 추정된다. 이 정도 해상도를 가진 레이더 위성을 위한 선박 탐지 알고리즘은 잘 알려져 있으므로 이용할 수 있을 것으로 추정된다. 또한 재난 관리와 농업 관련 분야에 활용가능할 것으로 보인다.

### RISAT 1
RISAT-1은 PSLV-XL 로켓에 실려 2012년 4월 26일 사티시 다완 우주 센터에서 발사된 자체 개발 레이더 영상 위성이다
RISAT-1은 RISAT-2의 발사가 우선시되면서 연기되었다.
RISAT-1의 특성은 다음과 같다,
- 160 x 4 Mbit/s 데이터 처리 시스템
- 50 뉴턴-미터-초 리액션 휠
- 합성개구레이다(SAR) 안테나 전개 메커니즘
- 이중 편파 방식의 위상 배열 안테나

### RISAT 2B
RISAT-2B는 자체 개발한 3.6m 방사형 립 안테나를 탑재하고 X 밴드에서 운용하는 합성개구레이다 영상 위성이다. PSLV C46 로켓에 실려 2019년 5월 22일 00시 (UTC)에 사티시 다완 우주 센터 1번 발사대에서 발사되었다.
위성은 1m×0.5m 해상도 모드와 0.5m×0.3m의 초고해상도 레이더 영상 모드 등 다양한 모드로 운용될 수 있다. RISAT-2B는 관심 영역에 대한 재방문율을 높이기 위해 기울어진 궤도에 배치되었다. 레이더 영상 위성으로서  낮/밤, 모든 기상 조건에서 촬영할 수 있다. 관심 장소에 대한 고해상도 영상 촬영에 활용될 것이다.
- 질량: 615 kg[17]
- 궤도: 557 km (원형), 경사각 37°[17]
- 임무 기간: 5년[17]

### RISAT 2BR1
RISAT-2BR1은 RISAT 시리즈의 네 번째 위성이다. 2019년 12월 11일 오후 3시 25분(인도 표준시)에 사티시 다완 우주 센터에서 PSLV에 탑재되어 발사되었다.
해상도는 0.35m로, 0.35m 거리를 둔 두 물체를 분리해서 뚜렷하게 식별할 수 있다. 임무 기간은 5년으로 계획되어 있다. PSLV 로켓의 50번째 발사, 사티시 다완 우주 센터의 75번째 발사였다.
- 질량: 628 kg[19]
- 궤도: 560 km[19]
- 임무 기간 : 5년[19]

## 목록
| 명칭              | 해상도 (m) | COSPAR ID | NORAD ID | 출력  | 발사일시 (UTC)    | 중량   | 발사체       | 발사장    | 비고                |
| ----------------- | ---------- | --------- | -------- | ----- | ----------------- | ------ | ------------ | --------- | ------------------- |
| RISAT-2           | 미확인     | 2009-019A | 34807    |       | 2009-04-20, 01:15 | 300kg  | PSLV-CA -C12 | SDSC, 2번 | 이스라엘제 SAR 탑재 |
| RISAT-1           | 1          | 2012-017A | 38248    | 2200W | 2012-04-26 00:17  | 1858kg | PSLV-XL -C19 | SDSC, 1번 | 자체 개발 SAR 탑재  |
| RISAT-2B          | 0.5 x 0.3  | 2019-028A | 44233    |       | 2019-05-22, 00:00 | 615kg  | PSLV-CA -C46 | SDSC, 1번 |                     |
| RISAT-2BR1        | 0.35       | 2019-089F | 44857    |       | 2019-12-11, 09:55 | 628kg  | PSLV-QL -C48 | SDSC, 1번 |                     |
| EOS-01/RISAT-2BR2 |            | 2020-081A | 46905    |       | 2020-11-07, 09:41 | 630kg  | PSLV-DL -C49 | SDSC, 1번 |                     |
| RISAT-1A          |            | 미정      | 미정     |       | 2021 (예정)       |        | PSLV         | SDSC      |                     |

## 같이 보기
- 인도우주연구기구